# Alstom Haliade 150
L'Haliade 150, initialement d'Alstom, mais depuis le 1er octobre 2015 construite par GE Offshore Wind (ex-Alstom Wind), est une éolienne destinée à l'installation offshore. Sa puissance maximale est de 6 MW. Ses dimensions en font la plus grande du monde lors de son installation sur le site du Carnet à Frossay, en Loire-Atlantique, record ensuite dépassé par la concurrence. 

## Histoire
238 machines devaient être construites pour le marché français, installées dans trois parcs en partenariat avec EDF Énergies Nouvelles, Saint-Nazaire-Parc du Banc de Guérande, Courseulles-Sur-Mer et Fécamp. Seul le projet de Saint-Nazaire Banc de Guérande accueillera 80 machines de ce modèle en 2022, les deux autres projets ayant été abandonnés au profit de Siemens Gamesa,. 
À cela s'ajoutent les ventes à l'export : la première Haliade-150 a été installée au large des côtes belges en novembre 2013, site de Belwind. Cinq machines ont été installées pour le parc de Block Island aux États-Unis, trois machines en Chine pour le projet CTG dans la province de Fujian, puis 66 machines commandées en juillet 2015, pour un parc allemand (parc Merkur en mer du Nord) opérationnel en juin 2019.
En coopération avec DCNS, une version flottante, destinée à de plus grandes profondeurs d'eau, sera réalisée. DCNS produira un caisson semi-submersible sur lequel sera installé l'éolienne.